# Rolls-Royce Avon
För andra betydelser, se Avon.
Rolls-Royce Avon var Rolls-Royce första jetmotor med axialkompressor. Den var en av 1950-talets mest framgångsrika jetmotorer och den har tillverkats i över 11 000 exemplar under 24 år i ett trettiotal olika versioner, både för flygplan och som gasturbin för stationära kraftverk.
Avon skapades av Rolls-Royce i ett försök att bygga en motor med samma prestanda som Rolls-Royce Nene men med axialkompressor i stället för centrifugalkompressor för att få en motor med mindre diameter. Önskemålet om en slankare motor kom från English Electrics chefsingenjör William Petter som arbetade på att konstruera bombflygplanet English Electric Canberra. Första körningen genomfördes 25 mars 1947 och den provades i luften första gången 15 augusti 1948 monterad på en Avro Lancastrian. Förutom Canberra användes Avon även i Hawker Hunter och Supermarine Swift
Den första serien följdes av en förbättrad variant med en 16-stegs axialkompressor från Armstrong Siddeley Sapphire i stället för den ursprungliga 12-stegs kompressorn och en ny brännkammare. Den serien som kom att kallas Avon 200-serien användes först i bombflygplanet Vickers Valiant och därefter i de Havilland Comet, de Havilland Sea Vixen, Supermarine Scimitar och Sud Aviation Caravelle.
För jaktflygplanet English Electric Lightning utveckladen Rolls-Royce en version av Avon med efterbrännkammare kallad Avon 300-serien.

## Licenstillverkning
Avon-motorer har tillverkats på licens i flera länder. Den största tillverkaren förutom Rolls-Royce var Volvo Aero som tillverkade Avon 100 (i Sverige kallad RM5) för Saab 32 Lansen och Avon 300 (i Sverige kallad RM6) för Saab 35 Draken.
Avon-motorer har också tillverkats i Australien av CAC för den lokalt producerade varianten av Sabre. De har även tillverkats av Fabrique Nationale i Belgien.

## Varianter
- RA.1 – Prototyp
- RA.2 – Förproduktionsserie. 26,7 kN dragkraft.
- RA.3 – Första produktionsserien. 28,9 kN dragkraft.
- RA.7 – Förbättrad version med 32,7 kN dragkraft.
- RA.14 – Andra produktionsserien med Sapphire-kompressor och ny brännkammare. 42,26 kN dragkraft.
- RA.21 – Vidareutveckling av RA.7 med 35,8 kN dragkraft.
- RA.28 – Vidareutveckling av RA.14 med 44,5 kN dragkraft.
- Avon 100 – Militär version av RA.3
- Avon 114 – Militär version av RA.7
- Avon 200 – Militär version av RA.14
- Avon 300 – Version med efterbrännkammare utvecklad för English Electric Lightning. 56,5 kN dragkraft utan och 76,1 kN med ebk.
- RM5 – Avon 100 tillverkad på licens av Volvo Aero.
- RM6 – Avon 300 tillverkad på licens av Volvo Aero.